# Oliver Heldens
Oliver Heldens, alla nascita Olivier Heldens, conosciuto anche come HI-LO, (Rotterdam, 1º febbraio 1995) è un disc jockey e produttore discografico olandese.
Ha raggiunto la notorietà internazionale nel 2014 con il singolo Gecko, che ha raggiunto la vetta della classifica del Regno Unito.
Dal 2014 è presente nella classifica Top100Djs pubblicata dalla rivista Dj Magazine con il piazzamento più alto al n°7 nel 2019.

## Biografia
È stato notato da Tiësto nel 2013, che l'ha accolto tra gli artisti della sua etichetta discografica Musical Freedom, attraverso la quale ha pubblicato i suoi primi singoli tra cui Gecko, in seguito ripreso da altri disc jockey come Pete Tong. Nello stesso periodo si è fatto notare per un remix del brano di Martin Garrix, Animals e pubblicando, con l'etichetta discografica Spinnin' Records, i brani Stinger e Thumper e la collaborazione con Alvar e Millas, Onya.
Nel 2014, il suo brano Gecko, con l'aggiunta di una parte vocale interpretata da Becky Hill, ha raggiunto la vetta della classifica britannica dei singoli, ottenendo nuovamente un buon successo di vendite pochi mesi più tardi con Last All Night (Koala), che si piazzò tra i primi posti della classifica del Regno Unito. Il successo gli permise di partecipare ai principali festival di musica EDM, come Tomorrowland, Creamfields e l'Ultra Music Festival di Miami. A fine anno, il disc jockey di BBC Radio 1 lo definì "uno dei produttori rivelazione dell'anno", mentre la rivista specialistica DJ Mag l'ha inserito nella lista dei TOP 100 DJ del 2014, esattamente alla posizione 34.
L'anno successivo ha lanciato la sua etichetta discografica, la Heldeep Records, attraverso la quale pubblicò, sotto lo pseudonimo HI-LO, il singolo Renegade Mastah. In seguito, ha prodotto altri brani in collaborazione con Da Hool, Zeds Dead e Tiësto.
Il 5 luglio 2020 si esibisce dal vivo all'apertura del Campionato mondiale di Formula 1 2020 in Olanda, data di inizio posticipata causa pandemia di COVID-19

## Discografia

### Singoli
- 2013 – Stinger
- 2013 – Juggernaut
- 2013 – Striker
- 2013 – Thumper (con Jacob van Hage)
- 2013 – Triumph (con Julian Calor)
- 2013 – Buzzer
- 2013 – Onyva (con Alvar & Millas)
- 2013 – Javelin (con Martin Mayne)
- 2013 – Panther
- 2013 – Gecko
- 2014 – Gecko (Overdrive) (feat. Becky Hill)
- 2014 – Koala
- 2014 – This (con Sander van Doorn)
- 2014 – Pikachu (con Mr. Belt & Wezol)
- 2014 – Last All Night (Koala) (feat. KStewart)
- 2015 – You Know (con Zeds Dead)
- 2015 – Melody
- 2015 – Bunny Dance
- 2015 – Shades of Grey (con Shaun Frank & Delaney Jane)
- 2015 – MHATLP (HI-LO Edit) (feat. DaHool)
- 2015 – Wombass (con Tiësto)
- 2016 – The Right Song (con Tiësto & Natalie La Rose)
- 2016 – Waiting (con Throttle)
- 2016 – Ghost (feat. Rumors)
- 2016 – Space Sheep (con Chocolate Puma)
- 2016 – Flamingo
- 2016 – Good Life (feat. Ida Corr)
- 2017 – I Don't Wanna Go Home
- 2017 – Ibiza 77 (Can You Feel It)
- 2017 – What the Funk (feat. Danny Shah)
- 2018 – King Kong (HI-LO Touch)
- 2018 – Fire in My Soul (con Shungudzo)
- 2018 – Riverside 2099
- 2019 – This Groove (con Lenno)
- 2019 – Cucumba (con MOGUAI)
- 2019 – Turn Me On (con Riton feat. Vula)
- 2019 – Lift Me Up (con Firebeatz & Schella feat. Carla Monroe)
- 2019 – Aquarius
- 2020 – The G.O.A.T. (con Mesto)
- 2020 – Take a Chance
- 2020 – Ting Ting Ting (con Itzy)
- 2020 – Details (con Boy Matthews)
- 2020 – Rave Machine
- 2020 – Break This Habit (feat. Kiko Bun)
- 2020 – Somebody (feat. Bright Sparks)
- 2020 – Set Me Free (con Party Pupils feat. MAX)
- 2020 – Freedom for my People (con Shungudzo)
- 2021 – Never Look Back (feat. Syd Silvar)
- 2021 – Zapdos
- 2021 – Ma Luv (con MorganJ)
- 2021 – Another Chance (con Roger Sanchez)
- 2021 – Deja Vu (feat. Anabel Englund)
- 2022 – I Was Made For Lovin' You (feat. Nile Rodgers & House Gospel Choir)
- 2022 – LOW (con Tchami feat. Anabel Englund)
- 2022 – We Don't Need (con Piero Pirupa)
- 2022 – Believe In Ghosts (con Warner Case)
- 2023 – Nirvana (come HI-LO)
- 2023 – Oops (con Karen Harding)
- 2023 – Disco Voyager
- 2023 – 10 Out of 10 (feat. Kylie Minogue)
- 2023 - Blue Monday (con JD Davis)
- 2023 - Sound of Vondel

#### Con lo pseudonimo HI-LO
- 2015 – Crank It Up
- 2015 – Renegade Mastah
- 2015 – Wappy Flirt
- 2015 – Ooh La La
- 2016 – Steam Train (con Chocolate Puma)
- 2016 – WTF (con Sander van Doorn)
- 2017 – The Answer (Oliver Heldens Edit)
- 2017 – Alien Technology (con Alok)
- 2017 – Men on Mars
- 2018 – Love Vibration (con Dada Life)
- 2018 – Impulse (con Mike Cervello)
- 2019 – Poseidon
- 2019 – LazersX999 (con Chocolate Puma)
- 2020 – Zeus
- 2020 – Kronos
- 2021 – Athena
- 2021 – Saw of Olympus (con Reinier Zonneveld)
- 2021 – HADES (con T78)
- 2021 – Check (con Will Clarke)
- 2021 – Balearic Mornings (con Reinier Zonneveld)
- 2021 – Existencia (con Reinier Zonneveld)
- 2021 – Hypnos
- 2021 – String Theory (con Reinier Zonneveld)
- 2022 – Industria (con Eli Brown)
- 2022 – Flying Octopus (con Reinier Zonneveld)
- 2022 – Mercury (con Space 92)
- 2022 – LOKOMOTIF
- 2022 – WANNA GO BANG (con DJ Deeon)
- 2022 – Rabbit Hole (con Layton Giordani)
- 2022 – Samsara (con Reinier Zonneveld)
- 2023 – Nirvana (con Reinier Zonneveld)
- 2023 – PURA VIDA
- 2023 – TORNADO
- 2023 – Arpeggio
- 2023 – BRAZIL
- 2023 – BONZAI

### Remix
- 2014 – Martin Garrix - Animals
- 2014 – Robin Thicke - Feel Good
- 2014 – Disclosure feat. Sam Smith - Latch
- 2014 – Coldplay - A Sky Full of Stars
- 2014 – Lady Bee feat. Rochelle - Return of the Mack
- 2014 – Dr. Kucho! & Gregor Salto - Can't Stop Playing (Oliver Heldens & Gregor Salto Remix)
- 2014 – The Voyagers feat. Haris - A Lot Like Love
- 2014 – Tiësto feat. DBX - Light Years Away
- 2015 – Calvin Harris feat. Ellie Goulding - Outside
- 2016 – G-Eazy feat. Bebe Rexha - Me, Myself & I
- 2016 – Moby - Go (HI-LO Remix)
- 2016 – The Chainsmokers feat. Phon e Ryan - All We Know
- 2017 – Katy Perry feat. Skip Marley - Chained to the Rhythm
- 2017 – Aevion - The Journey
- 2018 – Calvin Harris feat. Dua Lipa - One Kiss
- 2018 – David Guetta feat. Anne-Marie - Don't Leave Me Alone
- 2018 – Chic - Le Freak
- 2019 – Y2K & bbno$ - Lalala
- 2020 – SZA e Justin Timberlake - The Other Side
- 2020 – Katy Perry - Daisies
- 2020 – Solardo & Paul Woolford feat. Pamela Fernandez - Tear It Up
- 2021 – Above & Beyond feat. Richard Bedford - Thing Called Love
- 2021 – Glass Animals - Heat Waves
- 2021 – Calvin Harris feat. Tom Grennan - By Your Side
- 2021 – Nina Kraviz - Skyscrapers (HI-LO Remix)
- 2022 – Purple Disco Machine feat. Sophie and the Giants - In the Dark
- 2022 – Adam Beyer & DJ Rush - Restore My Soul (HI-LO Remix)
- 2022 – James Hype & Miggy Dela Rosa - Ferrari
- 2022 – David Guetta feat. Bebe Rexha - I'm Good (Blue)
- 2023 – Depeche Mode - Speak to Me (HI-LO Remix)